# Congrégation romaine
Pour les articles homonymes, voir Congrégation.
Une congrégation romaine est un ancien organisme permanent de la curie romaine destiné à s'occuper de sujets majeurs dans la vie de l'Église catholique.
Avec la Constitution apostolique Praedicate Evangelium promulguée par le pape François (entrée en vigueur le 5 juin 2022), toutes les anciennes congrégations et conseils pontificaux ont été regroupés sous un terme unique : dicastères.

## Historique
C'est en 1588 que le pape Sixte V, par la bulle Immensa aeterni Dei, crée ces neuf bureaux permanents et définit leurs compétences. Après trois siècles de fonctionnement sans changements majeurs, Pie X redéfinit les missions des congrégations par la bulle Sapienti consilio. En effet, à la suite de la perte du pouvoir temporel survenue au XIXe siècle, plusieurs organes avaient perdu de leur utilité. En 1967, la curie a de nouveau été réformée sous le pontificat de Paul VI par la constitution Regimini ecclesiae universae (de), du 15 août 1967, conséquemment au décret Christus Dominus du concile Vatican II. Jean-Paul II à son tour, par la constitution apostolique Pastor Bonus, effectue une réforme de ces institutions pour prendre en compte les réformes du droit canon faites en 1983.

## Organisation des congrégations
Chaque congrégation est dirigée par un cardinal-préfet assisté d'un archevêque secrétaire et d'un ou plusieurs prélats sous-secrétaires. Un certain nombre de cardinaux, variable selon les commissions, résidents à Rome ou dans les diocèses sont membres des congrégations. Les consulteurs sont des spécialistes en diverses matières (Théologie, droit canon, mais aussi Sciences sociales ou Sciences...), qui sont attachés aux congrégations pour y apporter leur expérience.
Les congrégations s'expriment par des actes qui prennent la forme de décrets, communications, réponses, résolutions, instructions, notes, directives ou déclarations.

## Exemples
Un décret a été pris par la Congrégation pour le culte divin et la discipline des sacrements pour donner l'autorisation de célébrer la fête de la Conversion de saint Paul le 25 janvier 2009 alors qu'elle tombe un dimanche (jour habituellement réservé au Christ).
Une communication a été promulguée le 29 septembre 2005 par la Congrégation pour les causes des saints pour donner de nouvelles dispositions en cas de béatification (la cérémonie de béatification se déroulera de préférence dans le diocèse du nouveau bienheureux et ne sera plus habituellement présidée par le Pape).
Une note doctrinale a été publiée par la Congrégation pour la doctrine de la foi concernant "certains aspects de l'évangélisation" en décembre 2007.
Cette même congrégation a publié le 22 février 1987 l'instruction Donum Vitae concernant la procréation médicalement assistée.
Le 6 août 2000, la Congrégation pour la doctrine de la foi a publié une déclaration sur "l'unicité et l'universalité salvifique de Jésus-Christ et de l'Église", Dominus Iesus.

## Les congrégations actuelles
Il existe neuf congrégations au sein de la curie romaine :
- Congrégation pour la doctrine de la foi (héritière du Saint-Office)
- Congrégation pour les Églises orientales (héritière de la Congrégation pour l’Église orientale)
- Congrégation pour le culte divin et la discipline des sacrements (héritière des attributions de la Congrégation pour la discipline de sacrements et en partie, de la Congrégation des rites)
- Congrégation pour les causes des saints (héritière en partie des attributions de la Congrégation des rites)
- Congrégation pour les évêques (héritière de la Congrégation consistoriale)
- Congrégation pour l'évangélisation des peuples (Propaganda Fide, héritière de la Congrégation pour la propagation de la foi)
- Congrégation pour le clergé (héritière de la Congrégation du concile)
- Congrégation pour les Instituts de vie consacrée et les Sociétés de vie apostolique (héritière de la Congrégation préposée aux affaires des religieux)
- Congrégation pour l'éducation catholique (héritière de la Congrégation des études)

## Les congrégations avant la réforme de Paul VI
Réorganisée par la constitution Sapienti Consilio de Pie X, le 29 juin 1908, la curie romaine comptait onze congrégations :
- Congrégation du Saint-Office
- Congrégation consistoriale
- Congrégation pour la discipline de sacrements
- Congrégation du Concile
- Congrégation préposée aux affaires des religieux
- Congrégation pour la propagation de la foi
- Congrégation de l'Index
- Congrégation des rites
- Congrégation du cérémonial
- Congrégation des affaires ecclésiastiques extraordinaires
- Congrégation des études
- Congrégation pour l’Église orientale (à partir de 1917, à partir d'une division de Propaganda fide)

## Les congrégations avant la réforme de Pie X
Avant la constitution Sapienti Consilio, les congrégations étaient au nombre de vingt et une :
- Congrégation de la Suprême Inquisition (ou du Saint Office) (Paul III, 1542), chargée de veiller à la conservation et à l'intégrité de la foi.
- Congrégation du concile (Pie IV, 1564), pour l'exécution et l'interprétation du concile de Trente. À cette congrégation sont attachées :
  - la Petite Congrégation des Prélats (Benoît XIV, 1740), pour l'examen des rapports que présentent les ordinaires sur l'état de leurs diocèses, lors de leur visite ad limina Apostolorum,
  - et la Congrégation spéciale pour la Révision des Conciles provinciaux (Pie IX, 1849).
- Congrégation de l'Index (Pie V, 1571), qui examine les livres suspects ou dangereux pour en permettre ou en interdire l'usage.
- Congrégation du cérémonial (Grégoire XIII, 1572).
- Congrégation des évêques (Grégoire XIII) et des réguliers (Sixte-Quint, 1586), occupée à répondre aux controverses, doutes et consultations des ordinaires et de tous les ordres ou Instituts religieux.
- Congrégation des rites (Sixte-Quint, 1587), qui traite de la liturgie et des procès de béatification ou de canonisation.
- Congrégation consistoriale (Sixte-Quint, 1587), pour régler les matières proposées en consistoire.
- Congrégation des études (Sixte-Quint, 1587), a pour objet tout ce qui se rapporte à l'instruction publique.
- Congrégation de la visite apostolique (Clément VIII, 1592), chargée de veiller à l'observation des décrets rendus pendant les visites des églises, des monastères et des établissements pieux.
- Congrégation de l'examen des évêques (Clément VIII, 1592), qui interroge les sujets désignés pour l'épiscopat en Italie et dans les îles adjacentes.
- Congrégation de la Fabrique de S. Pierre (Clément VIII, 1592), qui s'occupe de l'entretien et de l'administration des biens de cette basilique.
- Congrégation de la Propagande (Grégoire XV, 1622), qui travaille à la propagation de la foi parmi les non-chrétiens et surveille spécialement les missions.
- Congrégation de l'immunité ecclésiastique (Urbain VIII, 1626), qui a pour objet le maintien des privilèges, franchises et exemptions de l'Église.
- Congrégation de la résidence des évêques (Urbain VIII, 1636), qui veille à la résidence des Ordinaires dans leurs diocèses respectifs.
- Congrégation des Indulgences et des Saintes Reliques (Clément IX, 1669), qui résout les doutes et difficultés relatives aux unes et aux autres.
- Congrégation de la discipline régulière (Innocent XII, 1698), qui règle tout ce qui concerne les noviciats, professions, érection de nouveaux couvents, discipline intérieure du cloître et dispenses y relatives.
- Congrégation du sanctuaire de Lorette (Innocent XII, 1698), pour tout ce qui concerne le culte, le trésor, les ornements, les ministres, etc., de cet édifice.
- Congrégation des affaires ecclésiastiques extraordinaires (Pie VII, 1814).
- Congrégation la réédification de la basilique de Saint-Paul (Léon XII, 1825), pour surveiller et diriger les travaux de reconstruction de cette basilique.
- Congrégation sur l'état des réguliers (Pie IX, 1846), pour travailler à la réforme et à l'amélioration spirituelle des Réguliers.
- Congrégation de la propagande pour les affaires du rite oriental (Pie IX, 1862).

Le pape retient pour lui les offices de préfet de la Sainte Inquisition romaine et universelle, de la sacrée Congrégation consistoriale et de la sacrée Visite apostolique